# Litorhina nyasae
Litorhina nyasae är en tvåvingeart som först beskrevs av Ricardo 1901.  Litorhina nyasae ingår i släktet Litorhina och familjen svävflugor. Inga underarter finns listade i Catalogue of Life.